# (26950) Legendre

## Designación y nombre
Legendre se designó inicialmente como 1997 JH10.
Más adelante fue nombrado en honor al matemático francés  Adrien-Marie Legendre (1752-1833).

## Características orbitales
Legendre orbita a una distancia media del Sol de 2,3077 ua, pudiendo acercarse hasta 2,1056 ua y alejarse hasta 2,5097 ua. Tiene una excentricidad de 0,0875 y una inclinación orbital de 2,3762° grados. Emplea en completar una órbita alrededor del Sol 1280 días.

## Características físicas
Su magnitud absoluta es 15,6. Tiene 2,141 km de diámetro. Su albedo se estima en 0,243.